# Paje de escoba
Paje de escoba es una voz marítima que designa en las embarcaciones a los muchachos encargados de su limpieza. 
En toda embarcación en proporción a su porte iban pajes de escoba, esto es, que si la embarcación era pequeña, iban pocos y si era grande, muchos. Cada paje estaba provisto de una escoba y su principal obligación consistía en barrer y tener limpio de basura el navío. Entre todos ellos escogía el Contramaestre uno que fuera a propósito y le nombraba Capitán de pajes, cuya incumbencia era hacer que todos los demás pajes acudieran a su obligación con prontitud y estaba a la cabeza de ellos. 
Entre las diversas clases de marinería, la inferior era la de paje de escoba, que ordinariamente se daba a muchachos pequeños. De pajes de escoba ascendían a grumetes, de grumetes a marineros,
de marineros a artilleros de mar, etc.